# کارمل (شهر)
شهر کارمل (در عبری: עיר הכרמל) نام شهری در استان حیفا اسرائیل است که جمعیت آن در سال ۲۰۰۶ ۲۴٬۴۰۰ نفر و مساحت آن ۱۵٬۵۶۱ کیلومتر مربع بوده است.